# Parkway Village
Parkway Village és una població dels Estats Units a l'estat de Kentucky. Segons el cens del 2000 tenia 715 habitants.

## Demografia
Segons el cens del 2000, Parkway Village tenia 715 habitants, 299 habitatges, i 186 famílies. La densitat de població era de 3.450,8 habitants/km².
Dels 299 habitatges en un 26,8% hi vivien nens de menys de 18 anys, en un 48,5% hi vivien parelles casades, en un 10,4% dones solteres, i en un 37,5% no eren unitats familiars. En el 29,1% dels habitatges hi vivien persones soles el 13,4% de les quals corresponia a persones de 65 anys o més que vivien soles. El nombre mitjà de persones vivint en cada habitatge era de 2,39 i el nombre mitjà de persones que vivien en cada família era de 2,94.
Per edats la població es repartia de la següent manera: un 19,2% tenia menys de 18 anys, un 10,5% entre 18 i 24, un 33,3% entre 25 i 44, un 21,4% de 45 a 60 i un 15,7% 65 anys o més.
L'edat mediana era de 38 anys. Per cada 100 dones de 18 o més anys hi havia 100 homes.
La renda mediana per habitatge era de 43.393 $ i la renda mediana per família de 52.639 $. Els homes tenien una renda mediana de 34.405 $ mentre que les dones 26.538 $. La renda per capita de la població era de 21.696 $. Entorn del 5,9% de les famílies i el 8,8% de la població estaven per davall del llindar de pobresa.

## Poblacions més properes
El següent diagrama mostra les poblacions més properes.